# Vorombe titan
Vorombe (il cui nome dal malgascio significa "grande uccello") è uno dei tre generi di uccelli elefante, una famiglia estinta di grandi ratiti, uccelli incapaci di volare, endemici del Madagascar. Gli esemplari appartenenti a questo genere includono gli uccelli più pesanti conosciuti e originariamente erano considerati esemplari di Aepyornis di grandi dimensioni. Il genere è stato eretto nel 2018, dopo un'analisi morfometrica dettagliata.

## Tassonomia

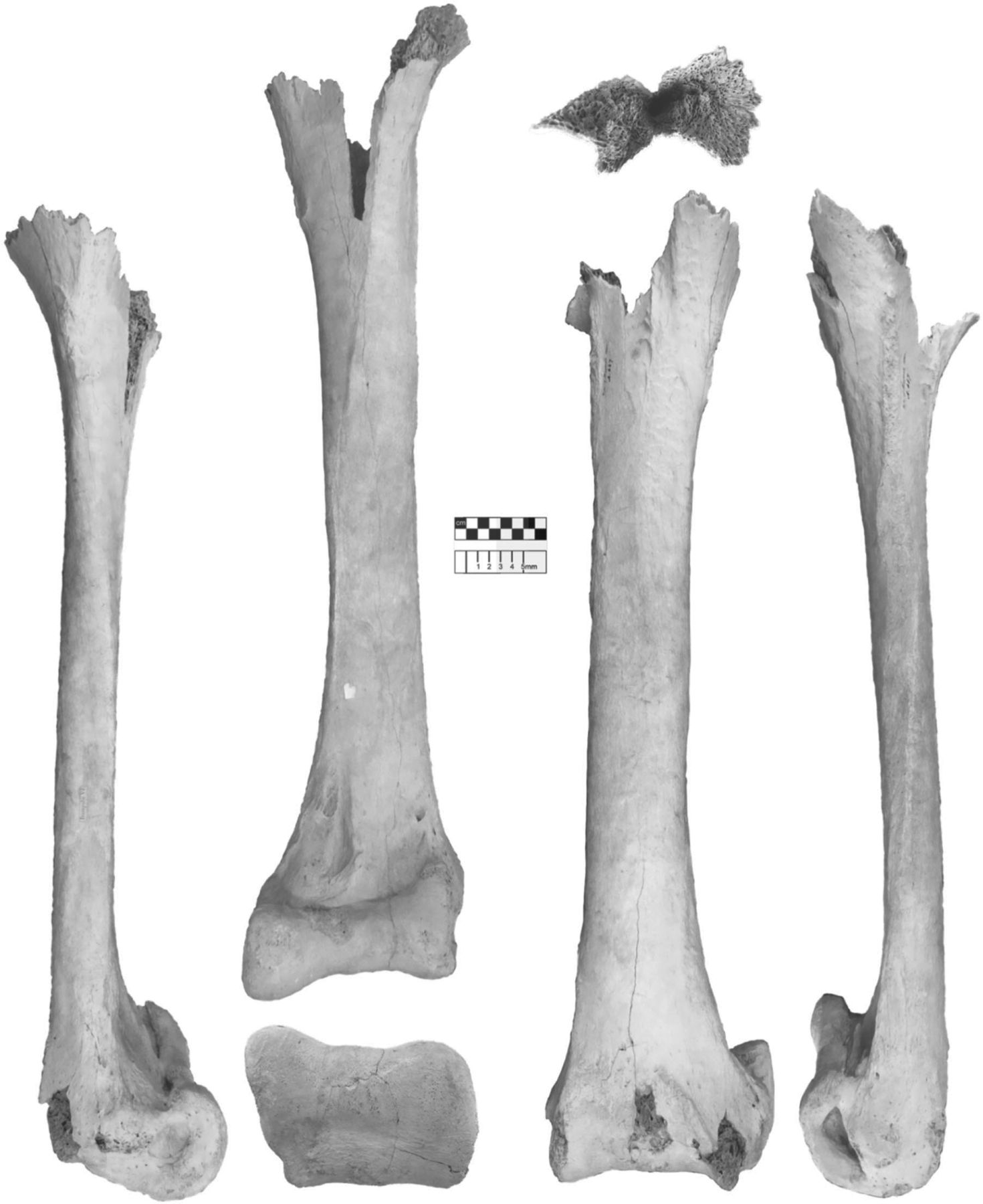
Tibiotarsus

Il Vorombe titan fu descritto per la prima volta da Charles William Andrews come Aepyornis titan, nel 1894. In seguito venne sinonimizzato nella specie tipo di Aepyornis, Aepyornis maximus, scoperto dal paleontologo americano Pierce Brodkorb nel 1963. Nel 2018, James Hansford e Samuel Turvey, due ricercatori della Zoological Society di Londra, notarono che l'animale era sufficientemente diverso da Aepyornis, da poter essere assegnato ad un proprio genere, Vorombe. Identificarono, inoltre, la specie Aepyornis ingens come un sinonimo di V. titan. Lo studio di Hansford e Turvey rappresenta la prima rivalutazione tassonomica degli uccelli elefanti in oltre 50 anni.
Il nome del genere, Vorombe, deriva dall'omonima parola malgascia che significa "grande uccello". Il nome specifico, titan, deriva invece dal greco antico Τιτάν ossia Titano), riferendosi agli dei greci che hanno preceduto i dodici Olimpi..

## Anatomia
La serie di syntipo di Vorombe titan comprende un femore (NHMUK A439) e un tibiotarsus (NHMUK A437), ritrovati ad Itampolo (Itampulu VE), Madagascar.
Il femore di Vorombe è significativamente più grande di quello di Aepyornis e Mullerornis in tutte le misurazioni. Le caratteristiche notevoli includono le estremità prossimale e distale allargate, una curvatura più acuta nel margine medio-distale della testa del femore (caput femoris), la presenza di una cresta sopracondilare laterale marcata e un condilo mediale (condylus medialis) che viene espanso medialmente, più piatto che in Aepyornis. Il tibiotarsus è estremamente grande rispetto ad Aepyornis e Mullerornis. Le estremità prossimale e distale sono ingrandite, in particolare medio-lateralmente. Ha una transizione di restringimento più marcata nell'albero femorale, che è più stretta in proporzione alla lunghezza totale rispetto ad Aepyornis.
Il tarsometatarsus è significativamente più grande e più espanso medio-lateralmente rispetto agli altri due generi, principalmente alle estremità prossimale e distale. La porzione laterale della superficie articolare prossimale sporge prossimalmente alla porzione mediale, creando una superficie articolare prossimale ad angolo prominente simile a quella di A. hildebrandti. Il tarsometatarsus è più grande di Mullerornis in tutte le misurazioni e più grande di Aepyornis nella maggior parte delle misurazioni.
Dei campioni dei due femori assegnati a Vorombe titan (esemplari MNHN MAD 364 e NHMUK A2142) sono stati sottoposti ad uno spettrometro di massa con acceleratore di carbonio-14 concesso dall'Oxford Radiocarbon Accelerator e calibrato usando ShCal13. Entrambi gli esemplari sono stati datati all'Olocene (3.680 a 2.352 a.C.).

### Dimensioni
Il Vorombe era alto 3 metri (9,8 piedi) e pesava dai 536 ai 732 kg (1.182 a 1.614 libbre), con una media di 642,9 kg (1.417 libbre). Questi risultati sono maggiori delle stime sulla massa di altri uccelli giganti quaternari estinti come Dinornis, che pesava tra i 61 e i 275 kg (134 e 606 libbre) e Dromornis, tra i 316,6 e i 727,8 kg (698 e 1.605 libbre), rendendolo il più grande e pesante uccello noto. Il femore più grande (MNHN MAD 368) misurato da Hansford e Turvey non poteva essere assegnato formalmente ad un gruppo poiché era incompleto. Si pensa che l'esemplare appartenga a Vorombe sulla base delle sue dimensioni. Aveva una circonferenza dell'albero minimo di 308 millimetri (12,1 pollici), che fornisce una stima del peso di 860 kg (1.900 libbre), rendendolo il più grande uccello conosciuto. Queste stime sul peso sono paragonabili o superiore alle stime di massa dei più piccoli dinosauri sauropodi (nanismo insulare): Europasaurus, pesava circa 690 kg (1.520 libbre); e Magyarosaurus, tra i 700 e i 1.000 kg (1.500 e 2.200 libbre).

## Distribuzione geografica
I fossili di Vorombe titan, Aepyornis maximus e Mullerornis modestus sono stati ritrovati in gran parte del Madagascar, ed erano simpatrici nelle aride foreste spinose a sud, nelle foreste succulente a sud-ovest, e nelle praterie/foreste subumide delle Colline centrali. Le differenze di dimensioni significative tra i tre taxa indicano che ciascuno di essi sfruttava nicchie ecologiche e alimentari differenti, nutrendosi ed entrando in simbiosi con diversi tipi di vegetazione. Gli uccelli elefante condividevano gli ecosistemi quaternari del Madagascar con ippopotami nani, lemuri giganti e tartarughe giganti.